# Mercer megye (Észak-Dakota)
Mercer megye az Amerikai Egyesült Államokban, azon belül Észak-Dakota államban található. Megyeszékhelye Stanton, legnagyobb városa Beulah. Lakosainak száma 8350 fő (2020. április 1.).

## Szomszédos megyék
- McLean megye (észak)
- Oliver megye (kelet)
- Morton megye (dél)
- Stark megye (délnyugat)
- Dunn megye (nyugat)

## Népesség
A megye népességének változása:
| Lakosok száma | 8411 | 8412 | 8475 | 8592 | 8853 | 8350 |
|               | 2010 | 2011 | 2012 | 2013 | 2015 | 2020 |